# G.Kodihalli, Mulbagal
G.Kodihalli là một làng thuộc tehsil Mulbagal, huyện Kolar, bang Karnataka, Ấn Độ.